# ホップスコッチ

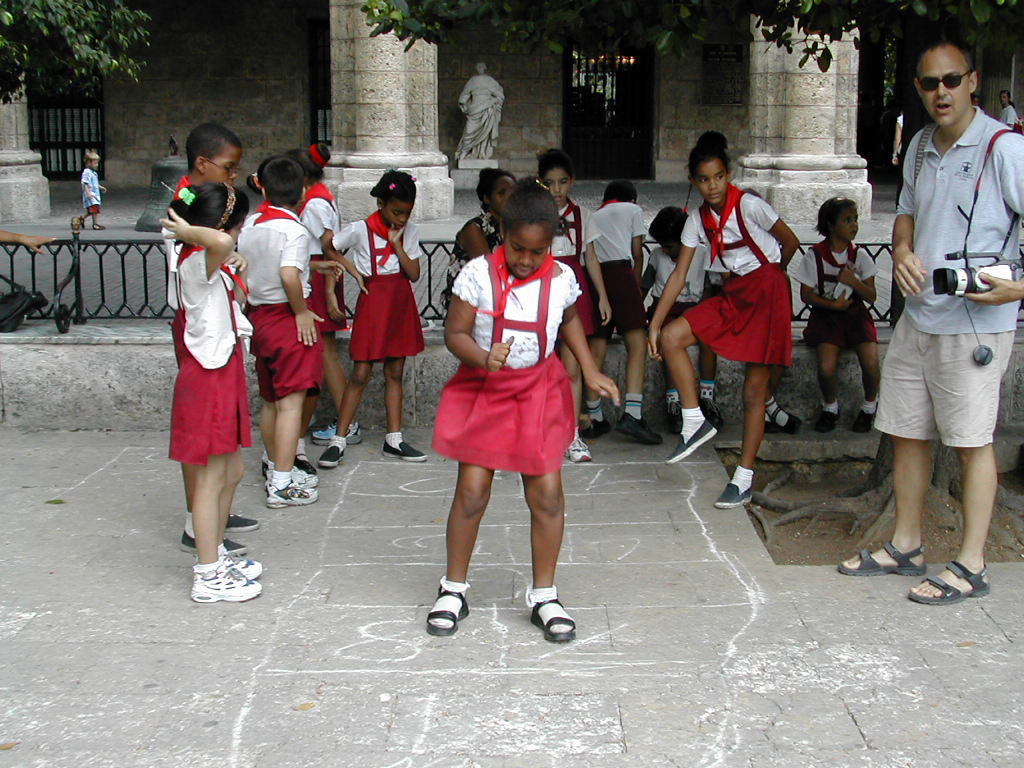
ホップスコッチで遊ぶキューバの小学生（キューバでは「ポン」という名前で知られている）

ホップスコッチ（Hopscotch）は、運動場や校庭などでおこなわれる子供の遊びで、一人でも複数でも楽しむことができる。地面に長方形や三角形を組み合わせたマスを書いて数字をふり、そこに石などの小さな目印を投げ入れて、マスとマスを飛んだり跳ねたりしながらその目印を回収していくことを繰り返す遊びである。日本ではケンケンパとして知られている。

## コートとルール

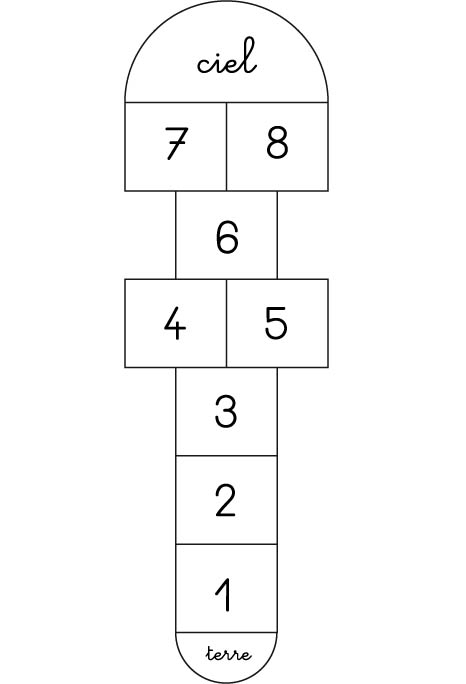
現代の校庭でみられるようなコート

### コート
ホップスコッチで遊ぶためには、まず地面にコートをつくる必要がある。場所に応じて、コートは芝生をはみ出て土のほうまで広がったり、舗装道路にチョークで線が引かれたりする。小学校など運動場が舗装されているような場所では、このコートがずっと消されずに残っていることもある。ホップスコッチのコートはさまざまな形をしているが、一般的には四角いマスが直線に並び、途中に隣り合った二つのマスがはさまっていることが多い。伝統的にこのコートの端は「セーフ」だったり「ホーム」となるマスであり、たいていここから折り返して反対向きにプレーを続ける。ホームとなるマスは正方形であったり長方形や半円形のときもある。それぞれのマスには、１から順に数字がふられており、それがそのまま跳んでいく順番になっている。

### 遊び方
最初に遊ぶ人は石などの目印になる物を１のマスに投げ入れる。この目印は「ラッキー」("縁起物")ともいわれる。このとき、投げた目印がコートから跳ねたり滑って、線から出てしまってはならない。よく使われるのが、小さな平たい石やコイン、ビーンバッグ（日本でいうお手玉）、チャームのついた小さなくさりなどである（アイルランドでは、ピギーとよばれる、古びた靴墨入れの缶か平たい石が多い）。目印はコートの線に触れずに完全にマスのなかに入っている必要がある。プレイヤーは、この目印がある四角いマスを跳び越えながら、コートを周回するのである。一つだけある四角いマスには片足で跳ばなければならない。最初のマスにはどちらの足で跳んでもよい。二つ隣り合ったマスがあればそこには両足で跳びこむが、左のマスには左足で、右のマスには右足で着地しなければならない。「セーフ」、「ホーム」、「一休み」などの特別なマスもあり、そこにはどういう風に飛んでもペナルティはない。そして「ホーム」のマスに到着したら、プレイヤーは回れ右をして目印のあるマスまで逆向きに跳んでいかなくてはならない（９のマスから、８、７，６という風に）。マスごとの足の使い方も同じである。目印のあるマスに来たら、プレイヤーはそのマスの前で止まる。そして身をかがめて目印を拾い、スタート地点に戻る。そのときも線に触れたり、他の人の目印があるマスには足を踏み入れてはならない。
ここまで失敗することなく流れを終えたら、プレイヤーは目印を２のマスに投げ入れて、再び同じことを繰りかえす。
もしコート上を跳んでいくときに、どちらの方向であっても、線を踏んだり、マスを間違えたり、バランスを崩したら、その人の順番は終了である。そしてまた自分の順番が来たら、最後にコートを離れたところから再開する。この流れを繰り返し、最初に全ての数字のマスから一周することに成功したプレイヤーが、ゲームの勝者となる。
この遊びをするとき目印はふつう手で拾い上げるものであるが、どの時代でも、とくに男子がホップスコッチをすると、折り返しのときはコースに沿って目印を蹴って飛ばし、スタート地点のところまで出してしまう。

## 起源

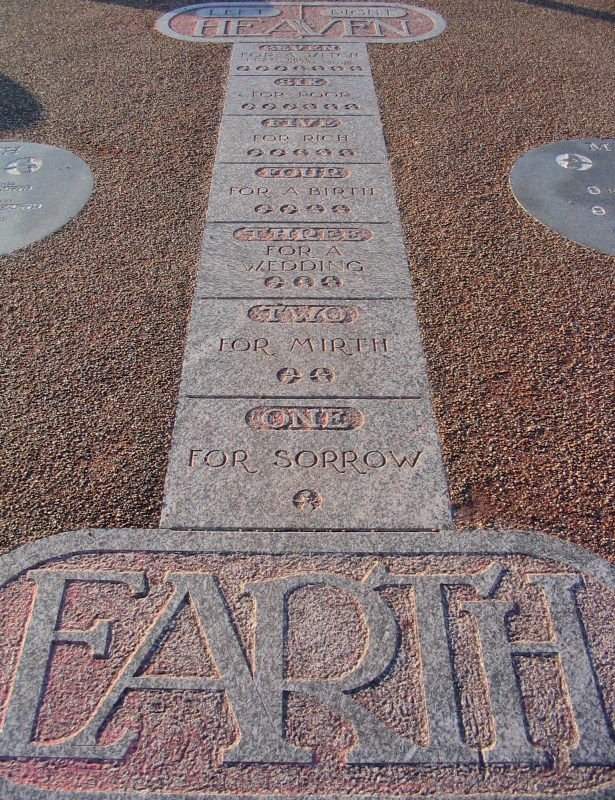
イングランド、モーカムにあるホップスコッチのコート。数字と古くからあるカササギのナーサリーライムの詩（「1羽は悲しみ」…）がかけられている

ホップスコッチの原型となる遊びは、ローマ帝国の時代まで遡るといわれている。英語圏でこの遊戯が初めて文献において言及されるのは、17世紀後半であり、たいてい「スコッチ・ホップ」("scotch-hop" )や「スコッチ・ホッパー」("scotch-hopper(s)")と書かれている。1635年から1672年のあいだに書かれたフランシス・ウィラビイの写本『遊戯読本』(Book of Games)にはこうある。「スコッチ・ホッパーとは…ひとかけのタイルか小くて平たい鉛のおもりを使って、板張りの床の上から板のように長方形に区切られた場所で遊ぶ人々」。1677年の『貧乏ロビンの暦』では、この遊びが「スコッチ・ホッパーズ」と呼ばれている。その見出しによると「生徒がスクールホッパーズをする頃」とある。1707年版のこの暦には、次のような表現もある。「法律家も医者も、この月にはあまりすることがない。だから彼らは（気が向けば）スコッチ・ホッパーズで遊ぶのである」。ウェブスターの1828年版『アメリカ版英語辞典』にも「スコッチ・ホッパー」の項目があり、「少年たちが地面に書かれたマスと線を飛び越える遊び」と書かれている。

### 語源
オックスフォード英語辞典によれば、ホップスコッチ(hopscotch)の語源は、フープとスコッチという二つの言葉の組み合わせである。 ここでのスコッチ（scotch)は「刻んでできた線あるいは引っかき傷」という意味に近い。イギリス考古学協会の会報（1870年3月9日付の26巻）によれば、「ホップスコッチないしスコッチホッパーズというスポーツはヨークシャーでは『ホップ・スコア』、サフォークでは『スコッチ・ホビーズ/ホビー』という。歩いたり飛び跳ねて遊ぶひとを男の子がはやし立てることから名前がついた。スコットランドでは「ピーヴァー/ピーヴェレル/ペイバッツ」として知られている」。

## バリエーション

ハンガーリー式の遊び方

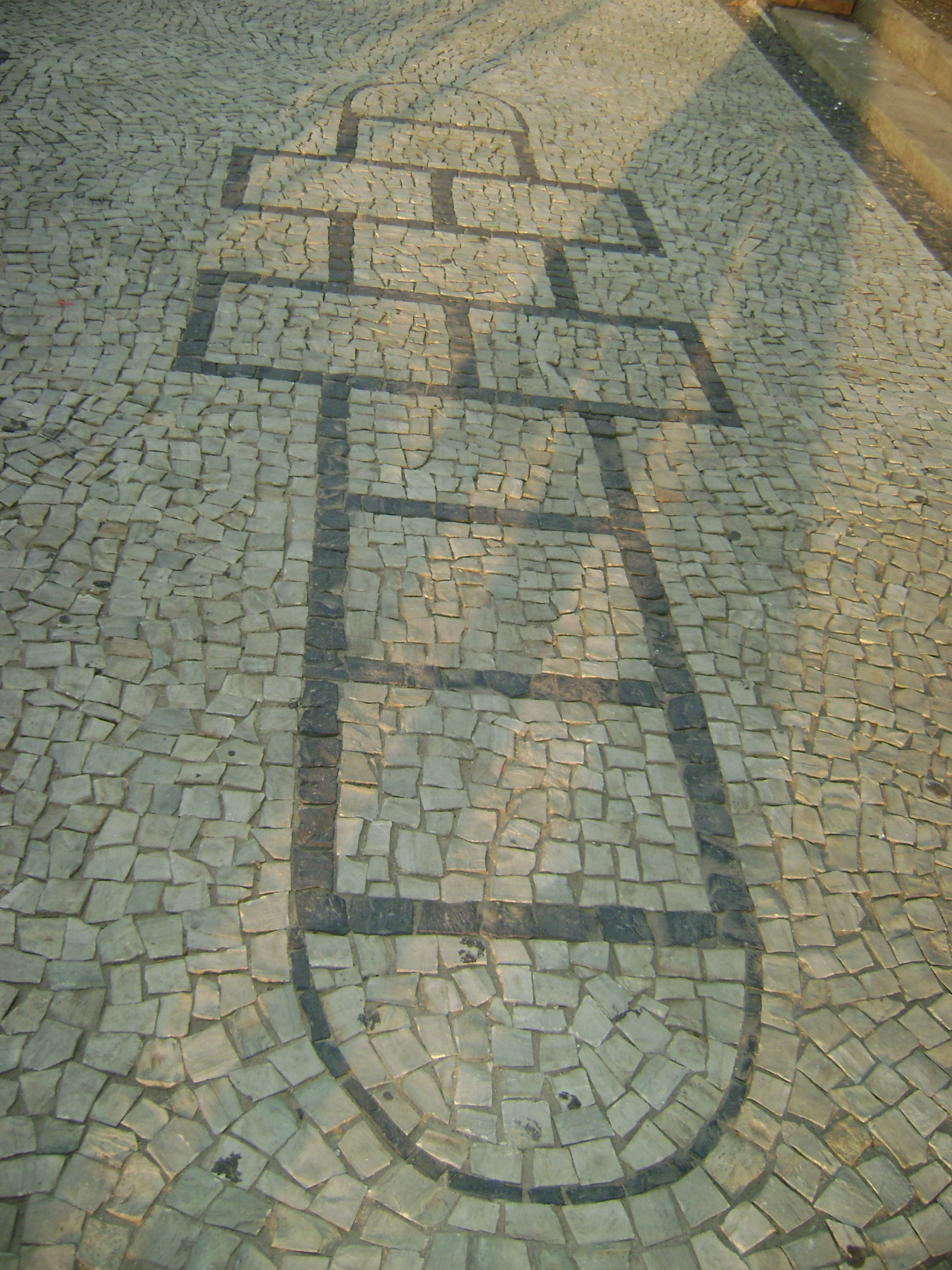
ブラジル、ベロオリゾンテのミナスジェライス州国立工業技術大学（CEFET-MG）のエントランスにデザインされたホップスコッチのコート

ホップスコッチは世界中のあらゆる国や地域でみられる遊びであり、その国によってさまざまな名前で呼ばれている。
- インド - Stapu, Nondi (タミル語) , Kith-Kith
- スペインやラテンアメリカ諸国の一部 - rayuela, golosa, charranca
- トルコ - Seksek
- ポーランド - klasy, pajac
- スウェーデン - hoppa hage
- ノルウェー - paradis, paradise
- ブラジル - amarelinha
- マレーシア - tengteng
- 韓国 - 사방치기

などは、その例の一部である。